# Тривожний розлад особистості
Тривожний розлад особистості або уникаючий розлад особистості — розлад особистості, який характеризується постійним прагненням до соціальної замкнутості, надчутливістю до оцінок оточення, посиленою соціальною інгібіцією (сором'язливістю), страхом інтимної близькості (попри сильне бажання мати її), а також дуже сильним почуттям меншовартості та власної неадекватності. За класифікацією психічних розладів Американської психіатричної асоціації цей розлад особистості відноситься до кластеру C (розлади особистості на основі тривоги або страху). Серед людей із цим розладом особистості приблизно однакова кількість чоловіків та жінок.
Особи з тривожним розладом особистості свідомо чи несвідомо прагнуть уникати соціальних подразників (ситуацій, людей або груп людей, які викликають у них страх), часто шляхом соціальної самоізоляції, як дезадаптивний метод подолання. Вони є надчутливими до негативних оцінок та соціального відторгнення (ігнорування) зі сторони оточення і щиро вірять що вони є непридатними до нормальної соціальної взаємодії або їх особистість є непривабливою, через що вони намагаються уникати соціальної взаємодії з оточенням, навіть якщо сильно бажають її. Такі люди можуть сприймати критику на свою адресу, навіть конструктивну, як прояв ненависті до себе.
Особи з тривожним розладом особистості часто уникають соціальних взаємодій через страх бути висміяними, приниженими, відторгнутими або що вони комусь не сподобаються. Через це вони, зазвичай, уникають контактів з людьми, щодо яких вони не є достатньо впевненими що ці люди їх не відторгнуть. Також особи з тривожним розладом особистості можуть завчасно відмовитися від стосунків через реальний або уявний страх, що вони можуть бути відторгнені іншою стороною.
Емоційне нехтування дитиною (зокрема, неприйняття дитини одним чи обома батьками) та неприйняття дитини групою однолітків (наприклад, однокласниками чи одногрупниками) підвищує ризики розвитку тривожного розладу особистості. Але поява тривожного розладу особистості можлива і без будь-яких попередніх проявів емоційного насильства або нехтування.

## Ознаки
Особи з тривожним розладом особистості зациклені на власних недоліках і формують стосунки з іншими лише якщо впевнені, що вони не будуть відторгнені. Вони часто ставляться до себе з презирством, демонструючи при цьому знижену здатність визначати в собі риси, які зазвичай вважаються позитивними в їхніх суспільствах. Соціальне відторгнення настільки болюче для них, що вони вважають що краще вони будуть самотніми, ніж ризикуватимуть намагаючись налагодити стосунки з іншими.
Деякі особи з тривожним розладом особистості можуть фантазувати про ідеалізовані і палкі стосунки, де їх добре сприйматимуть, через їхнє внутрішнє бажання бути у таких стосунках. Вони часто відчувають себе негідними соціальних стосунків і соромляться себе, що заважає їм навіть намагатися їх розпочати. Якщо їм все-таки вдається налагодити стосунки, вони часто відмовляються від них через страх, що ці стосунки зазнають краху.
Люди з цим розладом особистості схильні вважати себе неспокійними, тривожними, самотніми, непривабливими та ізольованими від інших. Вони часто обирають ізольовану роботу, де їм не потрібно регулярно спілкуватися з іншими. Вони також уникають взаємодії із великими групами людей, такими як, наприклад, публічні виступи, боячись осоромити себе перед іншими.
Особи з тривожним розладом особистості схильні до самоненависті і, в деяких випадках, до самопошкодження.

## Симптоми
До симптомів, які не є діагностичними критеріями, відносять:
- надмірний страх, що оточення відторгне чи не схвалить людину;
- уникання міжособистісних стосунків;
- почуття власної неадекватності;
- знижена самооцінка;
- недовіра до оточення;
- самоізоляція від соціуму, мала кількість або повна відсутність друзів;
- емоційне дистанціювання в інтимних стосунках;
- надмірна сором'язливість;
- самокритичність щодо проблем у відносинах з оточенням;
- гіперчутливість до критики;
- крайня тривожність і почуття незручності у соціальних ситуаціях;
- проблеми у професійній діяльності;
- почуття самотності;
- почуття «другосортності», якщо порівнювати з оточенням;
- хронічне зловживання алкоголем чи наркотиками.

## Зв'язок з іншими розладами
Дослідники припускають, що люди з тривожним розладом особистості також можуть страждати від соціальної тривожності, надмірно стежачи за власнимм внутрішніми відчуттями під час соціальної взаємодії. Однак, на відміну від соціофобів, вони також виявляють надто високу увагу до реакцій людей, з якими взаємодіють. Це може стати причиною плутаного мовлення і небалакучості у багатьох людей з тривожним розладом особистості, оскільки вони настільки зосереджені спостереженням за собою та іншими, що нормальне швидке і безперервне мовлення стає для них непосильним.
Дослідники припускають, що приблизно 10-50% людей, які мають панічний розлад чи агорафобію, також мають тривожний розлад особистості, так само як і 20-40% людей із соціофобією. Деякі дослідження вказують на те, що до 45% людей з генералізованим тривожним розладом і до 56% людей з обсесивно-компульсивним розладом також мають і тривожний розлад особистості. Посттравматичний стресовий розлад також часто супроводжується тривожним розладом особистості.

## Причини виникнення
Причини виникнення тривожного розладу особистості достеменно невідомі. На виникнення розладу може вплинути поєднання соціальних, генетичних та психологічних факторів. Розлад може виникати через фактори темпераменту, які є спадковими. Зокрема, різні тривожні захворювання в дитинстві та юності можуть бути пов'язані з меланхолічним темпераментом, що характеризується спадковою поведінкою, включаючи такі риси як сором'язливість, лякливість і замкнутість у нових ситуаціях. Багато людей з тривожним розладом особистості мають болісний досвід постійного неприйняття та критики з боку батьків та/або оточення.

## Діагностика

### МКХ-10
Відповідно до класифікації МКХ-10 ВООЗ, тривожний розлад особистості характеризується наявністю хоча б чотирьох з таких ознак:
- стійке та всепроникне почуття напруги та страху;
- наявність в особи переконання, що вона є непридатною до соціальних взаємодій, особисто непривабливою або гіршою за інших;
- надмірна стурбованість критикою або відторгненням у соціальних ситуаціях;
- небажання особи вступати в контакт з іншою особою без впевненості що вона сподобається цій іншій особі;
- обмеження у способі життя через необхідність мати відчуття безпеки;
- уникнення соціальної чи професійної діяльності, яка передбачає значні міжособистісні контакти, через страх критики, несхвалення чи відторгнення.

Також МКХ-10 вимагає, щоб всі діагнози тривожного розладу особистості також відповідали загальним критеріям розладів особистості.

### DSM
В Діагностичному і статистичному посібнику з психічних розладів (DSM) Американської психіатричної асоціації теж є діагноз тривожного розладу особистості (301.82). Він стосується часто повторюваної моделі соціальної інгібіції серед інших людей, почуття неадекватності та надчутливості до негативних оцінок. Симптоми починають проявлятися в ранньому дорослому віці і виникають у цілій низці різних ситуацій.
Щоб поставити діагноз, повинні бути наявними принаймні чотири з цих симптомів:
- уникання професійної діяльності, яка передбачає часті міжособистісні контакти, через страх критики, несхвалення або відторгнення;
- небажання спілкуватися з людьми якщо нема впевненості, що особа сподобається співрозмовнику;
- стриманість в інтимних стосунках через страх бути осоромленим або висміяним;
- надмірна стурбованість особи тим, що її розкритикують або відторгнуть у соціальних ситуаціях;
- інгібіція в нових міжособистісних ситуаціях через почуття власної неадекватності;
- вважання себе соціально непридатним, особисто непривабливим або гіршим за інших;
- надзвичайне небажання йти на особистий ризик або брати участь у будь-якій новій діяльності, оскільки вона може закінчитись осоромленням.

## Диференційна діагностика
На відміну від соціального тривожного розладу, діагностування тривожного розладу особистості також потребує наявності загальних критеріїв розладу особистості.
Відповідно до Діагностичного і статистичного посібника з психічних розладів (DSM-5), тривожний розлад особистості слід диференціювати від подібних розладів особистості, таких як залежний, параноїдний, шизоїдний або шизотиповий. Але вони також можуть траплятися разом. Тривожний розлад особистості часто трапляється у парі із залежним розладом особистості. Таким чином, якщо наявні критерії для більш ніж одного розладу особистості, усі вони можуть бути діагностовані.
У тривожного та у шизоїдного розладу особистості багато спільних поведінкових рис, а тривожний розлад особистості може мати відношення до шизофренічного спектру.
Уникаючий розлад особистості також слід диференціювати від аутистичного спектру, зокрема синдрому Аспергера.

## Лікування
Тривожний розлад особистості може лікуватись різними методами, такими як напрацювання соціальних навичок, психотерапія, когнітивна психотерапія або експозиційне лікування для поступового збільшення кількості соціальних контактів, групова психотерапія для практикування соціальних навичок, а також іноді медикаментознаа терапія.
У лікуванні тривожного розладу особистості дуже важливим є завоювання та збереження лікарем довіри пацієнта, оскільки люди з тривожним розладом особистості часто починають уникати сеансів лікування, якщо вони не до кінця довіряють лікарю або бояться засудження з його сторони. Основна мета як індивідуальної терапії, так і групового напрацювання соціальних навичок, полягає в тому, щоб особи з тривожним розладом особистості почали кидати виклик своїм перебільшеним негативним переконанням про себе.
За допомогою лікування та індивідуальних зусиль можливе значне покращення симптомів тривожного розладу особистості.
Як і всі розлади особистості, які зазвичай є хронічними та мають довготривалі психічні стани, тривожний розлад особистості може не покращуватись із часом без лікування.

## Соціальний тривожний розлад
Існує суперечка щодо того, чи взагалі тривожний розлад особистості відрізняється від соціального тривожного розладу. Вони обидва мають однакові діагностичні критерії і в них можуть бути однакові причини, суб'єктивний досвід, перебіг, лікування та однакові основні риси особистості, такі як сором'язливість.
Дехто стверджує, що це просто різні концептуалізації одного і того ж розладу, де тривожний розлад особистості може просто представляти більш серйозну форму. Зокрема, особи з тривожним розладом особистості відчувають не тільки більш серйозні симптоми соціальної фобії, але також є більш депресивними та мають серйозніші функціональні порушення, ніж особи з генералізованою соціальною фобією. Зокрема, вони не виявляють відмінностей у соціальних навичках чи мовленні. Інша відмінність полягає в тому, що соціальна фобія - це страх соціальних ситуацій, тоді як тривожний розлад особистості краще описується як страх близьких стосунків.